# اتحاد السلفادور لكرة القدم
تأسس اتحاد السلفادور لكرة القدم في عام 1935م وانضم إلى الإتحاد الدولي لكرة القدم في 1938م وإنضم إلى اتحاد أمريكا الشمالية لكرة القدم في 1962م.

## روابط إضافية
- Federación Salvadoreña de Fútbol Official Site (Spanish)